# Pieseł

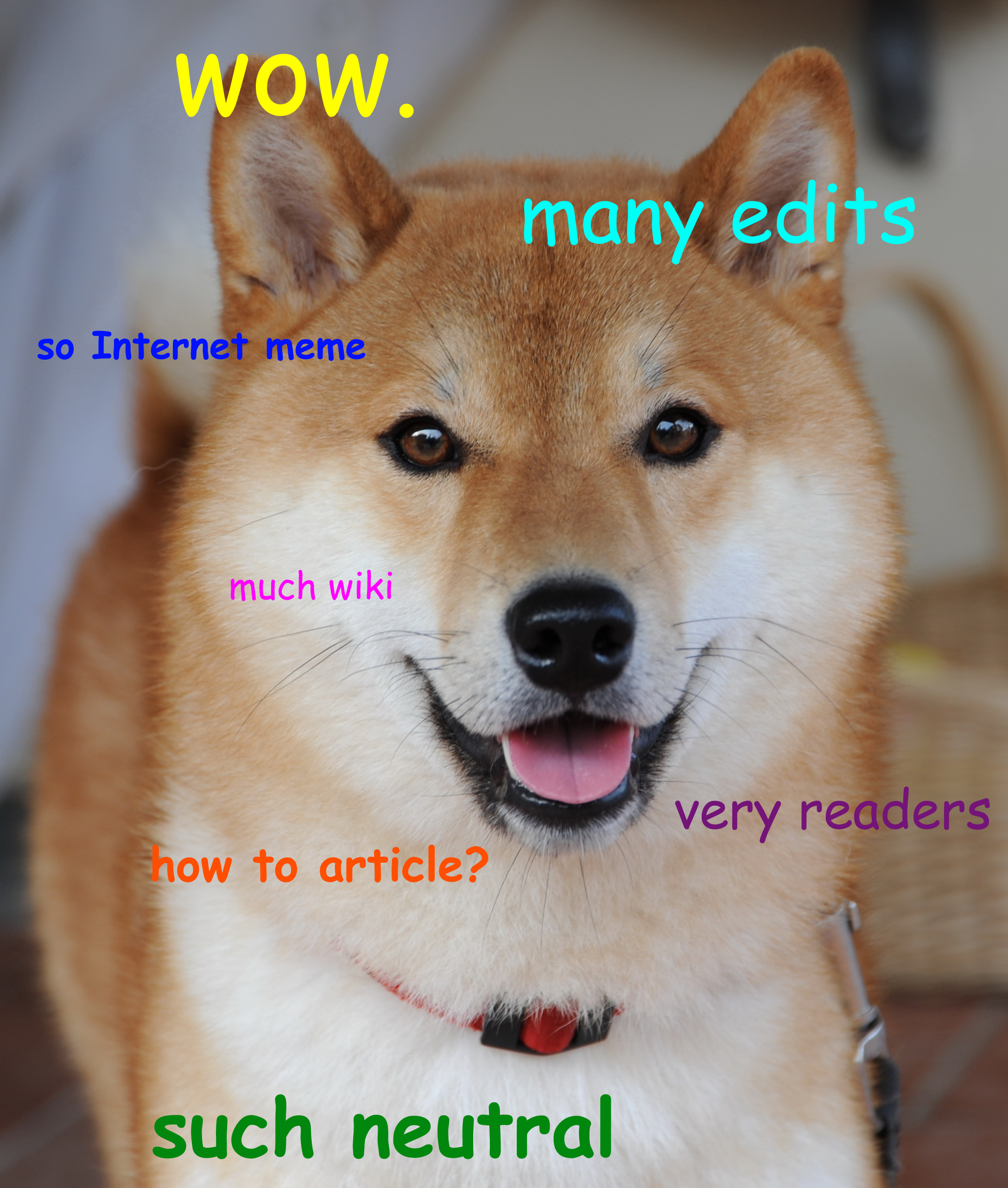
Mem z Piesełem związany z Wikipedią

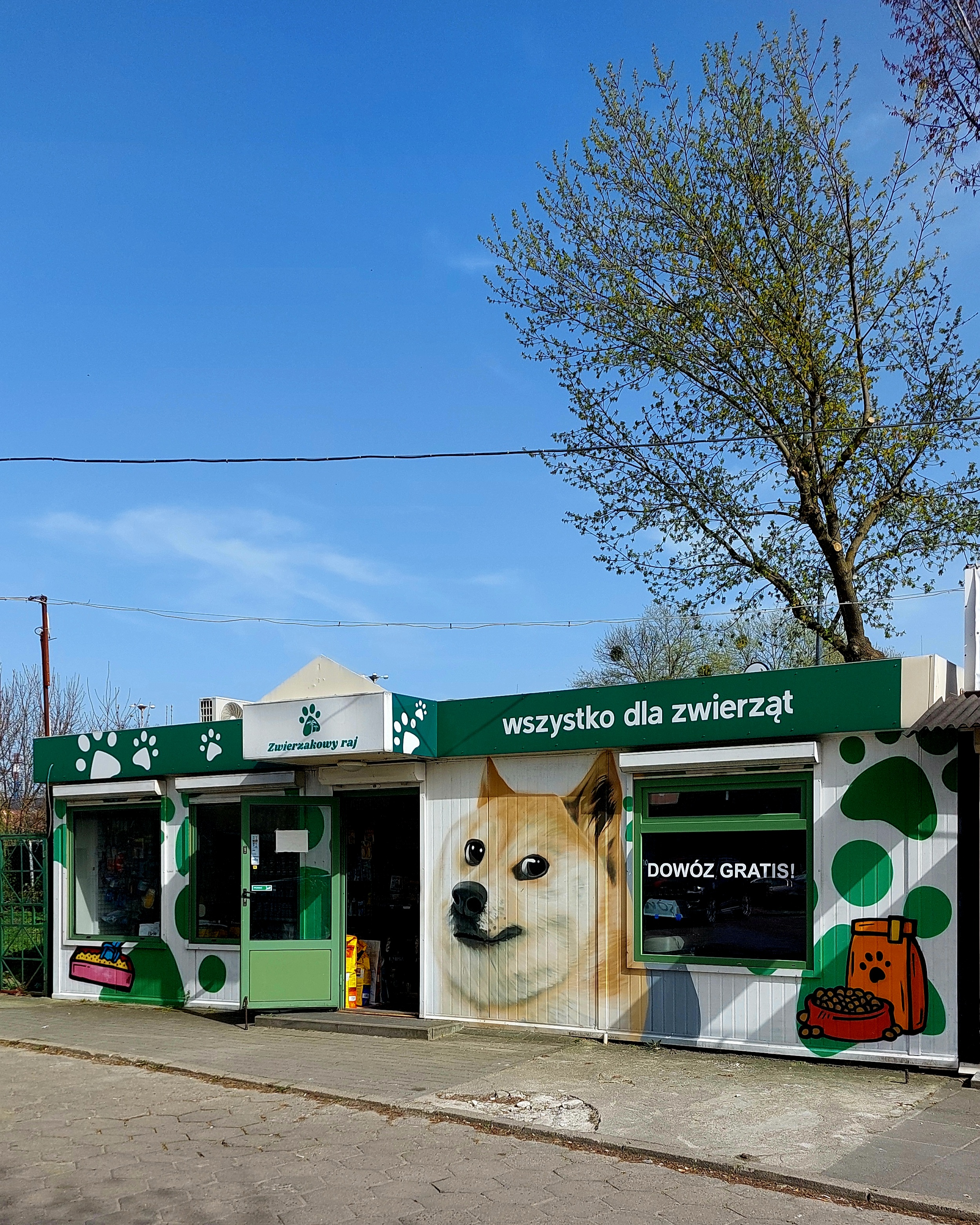
Malunek oryginalnego zdjęcia Pieseła na ścianie sklepu zoologicznego w Łodzi

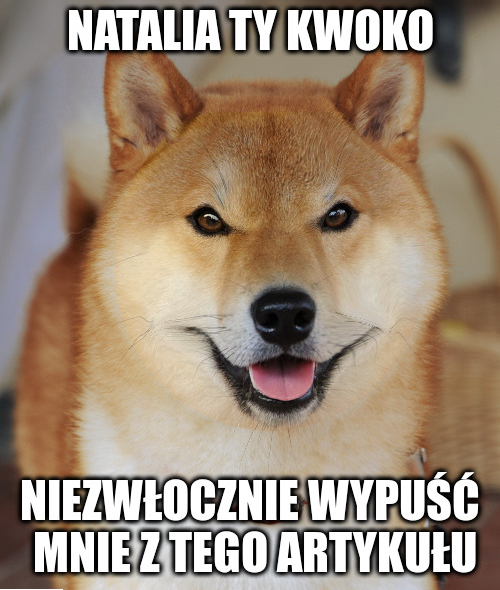
Przykład związanego z Wikipedią obrazka z Piesełem, należący do postmodernistycznego nurtu w ramach tego mema

Pieseł (ang. Doge) – mem internetowy, który zyskał popularność w 2013. Przedstawia psa rasy Shiba, otoczonego kolorowymi tekstami, oryginalnie pisanymi angielszczyzną, przy użyciu fontu Comic Sans, wśród których często występuje słowo wow. Teksty mają przedstawiać wewnętrzne monologi psa. Polska nazwa mema została stworzona przez Randalla Kieślowskiego na jego profilu w portalu Facebook, którego popularność przewyższyła anglojęzyczną wersję profilu z memem.

## Efekt humorystyczny
Efekt humorystyczny częściowo wynika z umieszczenia jego podobizny na okładkach znanych pism, gdzie umieszczane są popularne osoby. Śmieszność sytuacji wynika nie tylko z zajęcia przez Pieseła – przedstawianego jako głupawe zwierzę – pozycji ważnej osoby, ale jej przedrzeźnianie. W tym sensie mem Pieseła jest wykorzystaniem bardzo popularnego w historii humoru motywu błazna, czyli głupka udającego osobę wyższej klasy. Podobieństwo to jest wzmocnione przez jaskrawe kolory tła obrazków z Piesełem przypominające pstrokaciznę stroju błazna. Na humor memów z Piesełem wpływa również ekspresja pyska Pieseła określana jako słodka i dziwna. Z jednej strony, podkreślane jest, że na atrakcyjność memu Pieseła wpływa możliwość komponowania go w różnych kontekstach, z drugiej jednak strony wychodzenie poza szablon, np. użycie innej czcionki czy całkowicie poprawnej pisowni, jest krytykowane.

## Historia
Pierwsze zdjęcia pojawiły się w 2010 na blogu japońskiej przedszkolanki Atsuko Sato i przedstawiały jej psa Kabosu (jap. かぼす). Ich przerobione na memy wersje zaczęły zyskiwać popularność w połowie 2012 w serwisie 4chan oraz na profilu Shiba Confessions w serwisie Tumblr. W styczniu 2013 memy z piesełem pojawiły się w serwisie Reddit, w przeznaczonym dla nich podforum /r/Doge. W grudniu 2013 została wprowadzona kryptowaluta Dogecoin, a w serwisie Reddit sklep Dogemarket, umożliwiający zakup towarów w tej walucie. Pomimo pierwotnej popularności jej kurs szybko spadał. Pod koniec 2013 memy z Piesełem zostały wykorzystane przez amerykańskich kongresmenów, Toma Massiego i Steve’a Stockmana do krytyki przeciwników politycznych, co zostało skomentowane przez dziennikarzy jako śmierć Pieseła. Jako odejście od oryginalnego stylu skrytykowano również zastosowanie poprawnej pisowni. W plebiscycie na słowo roku 2013 American Dialect Society, doge zajęło drugie miejsce w kategorii najbardziej kreatywnych słów. W 2019 roku serwis Know Your Meme ogłosił pieseła memem dekady.
Kabosu odeszła 24 maja 2024 roku.